# Галерија грбова Фиџија
Галерија грбова Фиџија обухвата актуелни Грб Фиџија, историјске грбове Фиџија и грб главног града Фиџија.

## Актуелни Грб Фиџија
- Грб Фиџија

## Историјски  грбови  Фиџија
- Грб Краљевине Фиџи у оквиру Уједињеног Краљевства 1871-1874

## Грб главног града Фиџија
- Грб главног града Сува